# Hlotse
Hlotse (también llamada Leribe) es una ciudad situada en el norte de Lesoto cerca de la frontera con Sudáfrica. La ciudad que cuenta con una importante actividad comercial es la sede principal de Ayuda Lesoto.

## Demografía
Según estimación 2010 contaba con una población de 45.284 habitantes.